# Лобаново (Юхновський район)
Лобаново (рос. Лобаново) — присілок в Юхновському районі Калузької області Російської Федерації.
Населення становить 2 особи. Входить до складу муніципального утворення Присілок Чемоданово.

## Історія
Від 2004 року входить до складу муніципального утворення Присілок Чемоданово

## Населення
| 2002 | 2010 |
| ---- | ---- |
| 2    | →2   |